# Gisting Bawah
Gisting Bawah is een bestuurslaag in het regentschap Tanggamus van de provincie Lampung, Indonesië. Gisting Bawah telt 6613 inwoners (volkstelling 2010).